# Потей, Дмитрий Иванович
Дмитрий Иванович Потей (10 августа 1928, Стетковцы, Бердичевский округ — 4 августа 1985, Одесса) — сталевар Одесского завода сельскохозяйственного машиностроения имени Октябрьской революции Министерства тракторного и сельскохозяйственного машиностроения СССР, Украинская ССР. Герой Социалистического Труда (1971).

## Биография
Родился 10 августа 1928 года в селе Стетковцы Янушпольского района (ныне Чудновского района Винницкой области).
В годы Великой Отечественной войны пережил оккупацию в Одессе.
После освобождения Одессы от оккупации в 1944 году поступил на учёбу в школу фабрично-заводского обучения, учился и работал в литейном цехе завода имени Октябрьской Революции. Выучился на формовщика и продолжил работу формовщиком в литейном цехе, затем работал помощником сталевара, разливщиком.
С 1951 по 1954 год проходил службу в Советской армии.
После службы в армии вернулся на завод. Стал работать сталеваром, мастером, старшим мастером. В конце 1950-х годов назначен мастером на первый механизированный участок литья. Одновременно учился и заочно окончил среднюю школу. В 1962 году был направлен в Ярославль, там научился работать на электропечах и первым на заводе освоил эту технологию. В 1974 году окончил Одесский автомеханический техникум по специальности «Литейное производство». Дмитрий Иванович постоянно стремился к новому и занимался рационализацией. Он предложил перевести вагранки на водяное охлаждение. По итогам седьмой пятилетки награждён орденом «Знак Почёта». А Восьмую пятилетку выполнил за 3,5 года.
Указом Президиума Верховного Совета СССР от 5 апреля 1971 года за особые заслуги в выполнении заданий пятилетнего плана по развитию тракторного и сельскохозяйственного машиностроения и достижение высоких производственных показателей Потею Дмитрию Ивановичу присвоено звание Героя Социалистического Труда с вручением ордена Ленина и золотой медали «Серп и Молот».
И в дальнейшем продолжал работать сталеваром, добивался высоких производственных показателей. Девятую пятилетку при выполнении заданий пятилетнего плана, перевыполнил за четыре года. Наладил работу так, чтобы за смену выдавать плавки сразу на двух печах.
Дмитрий Иванович в 1980 году перешёл работать наладчиком в отдел главного металлурга, с 1982 года — мастер производственного обучения среднего профессионально-технического училища № 34 имени Героя Советского Союза П. М. Вертелецкого.
Избирался делегатом XXV и XXVI съездов КПСС, членом Одесского горкома Компартии Украины, депутатом Одесского городского совета.
Жил в Одессе. Умер 4 августа 1985 года.

## Награды
- Медаль «Серп и Молот» (05.04.1971);
- Орден Ленина (05.04.1971);
- Орден «Знак Почёта»;
- Медаль «В ознаменование 100-летия со дня рождения Владимира Ильича Ленина» (1970);
- Медаль «За трудовую доблесть»;
- Медали ВДНХ СССР;
- Дипломы и почётные грамоты.

## Память
- На могиле установлен надгробный памятник;
- Его имя увековечено в Одессе на Театральной площади на стелле Героев.